# Vorkstaarthoningzuiger
De vorkstaarthoningzuiger (Aethopyga christinae) is een zangvogel uit de familie Nectariniidae (honingzuigers).

## Verspreiding en leefgebied
Deze soort telt 3 ondersoorten:
- A. c. latouchii: van centraal China tot centraal Indochina.
- A. c. sokolovi: zuidelijk Vietnam.
- A. c. christinae: Hainan (nabij zuidoostelijk China).